# Castell dels Moros (Guardiola de Berguedà)
El Castell dels Moros és una muntanya de 1.033 metres que es troba al municipi de Guardiola de Berguedà, a la comarca catalana del Berguedà.